# Mabuya infralineata
Mabuya infralineata är en ödleart som beskrevs av  Oskar Boettger 1913. Mabuya infralineata ingår i släktet Mabuya och familjen skinkar. Inga underarter finns listade i Catalogue of Life.